# Frontière entre la Birmanie et la Chine
La frontière entre la Birmanie et la Chine sépare la Birmanie et la Chine. Très montagneuse, cette frontière commence au tripoint avec les frontières de l'Inde, près de l'Hkakabo Razi, et se termine au tripoint avec les frontières du Laos. Elle correspond, pour la Birmanie, aux limites orientales de l'État de Kachin et de l'État Shan, et pour la Chine, aux limites occidentales du Yunnan et d'une petite partie du Tibet. Elle existe depuis 1274, mais son tracé définitif est récent.

## Histoire
La frontière des deux États est située dans une région périphérique, difficile d'accès, loin des régions d'ethnie majoritaire (Birmans et Hans). La question de son tracé ne s'est pas posée avant 1253, lorsque les Mongols de la future dynastie Yuan ont abattu le royaume de Dali, d'ethnie bai, qui se trouvait entre les deux. En 1274, ils l'ont transformé en province chinoise du Yunnan.
L'Ouest et le Sud du Yunnan, comme le Nord et l'Est de la Birmanie, étaient peuplées d'ethnies multiples, principalement Kachins et Shans, formant autant de principautés plus ou moins indépendantes (Hsenwi, Mong Mao, etc.) et qui, selon la puissance des pouvoirs centraux, en étaient tributaires ou lançaient des raids pour piller leurs territoires. Dans cette lutte d'influence, la Chine possédait un léger avantage, mais elle ne réussit pas à le transformer en domination effective (départ des Yuan en 1303, écrasement d'une armée des Ming en 1413, prise de Mong Mao par le roi birman Bayinnaung en 1563, guerres entre Hsinbyushin et l'empereur Qianlong des Qing en 1765-1769).
Au XIXe siècle, les deux États s'affaiblirent, mais à partir de la chute de la dynastie Konbaung en 1885, les intérêts birmans furent repris par l'Inde britannique, tandis que la Chine s'enfonçait dans l'anarchie. Le règlement des questions frontalières se fit donc pour l'essentiel au profit de la Birmanie. Le Kokang, par exemple, bien que d'ethnie chinoise, est passé sous domination britannique en 1897.
D'une façon générale, la frontière ne coïncide pas avec la répartition ethnique, qui est très émiettée : des De'ang/Palaung, Jingpo/Kachin, Lahu, Lisu, Wa et Yao se retrouvent ainsi des deux côtés (ainsi que dans plusieurs pays riverains).